# Resolució 1990 del Consell de Seguretat de les Nacions Unides
La Resolució 1990 del Consell de Seguretat de les Nacions Unides fou adoptada per unanimitat el 27 de juny de 2011. Després de recordar totes les resolucions anteriors sobre la situació al Sudan i l'Acord de Pau Complet, el Consell va establir la Força Provisional de Seguretat de les Nacions Unides per a Abyei (UNISFA) en la regió d'Abyei disputada entre Sudan i Sudan del Sud.
La resolució fou aprovada després del conflicte entre el Moviment d'Alliberament del Poble Sudanès (SPLA/M) i les Forces Armades del Sudan a la regió de Kordofan del Sud, i en la preparació de la declaració d'independència del Sudan del Sud. La resolució va ser redactada pels Estats Units.

## Resolució

### Observacions
El Consell de Seguretat va assenyalar que, el 20 de juny de 2011, hi havia un acord entre el govern del Sudan i l'SPLA/M sobre l'administració i la seguretat de la regió d'Abyei. Va expressar la seva preocupació per la situació a la regió i la violència contra la població civil. Ambdues parts van ser convidades a continuar negociacions constructives sobre l'estatut d'Abyei, assegurant el retorn dels desplaçats interns i facilitar l'accés humanitari.

### Actes
La missió de manteniment de la pau etíop UNIFSA es va establir per un període inicial de sis mesos. El general etíop Tadesse Werede Tesfay va ser nomenat primer Cap de Missió i Comandant de la Força. La força consistirà en 4.200 soldats, 50 policies i personal de suport amb la següent mandat:
- Supervisar la desmilitarització de la regió d'Abyei;
- Participar en organitzacions regionals;
- Contribuir en activitats de desminatge;
- Facilitar el lliurament d'ajuda humanitària;
- Donar suport a la capacitat del servei policial i protegir les instal·lacions d'e petroli.

Sota el Capítol VII de la Carta de les Nacions Unides, la UNIFSA estava autoritzada a prendre "accions necessàries" per a:
- Protegir el personal, equips i instal·lacions de la UNISFA;
- Protegir el personal, equips i instal·lacions de les Nacions Unides;
- Assegurar la seguretat i llibertat de moviment del personal de les Nacions Unides i el personal humanitari;
- Protegiu els civils en perill;
- Protegir Abyei contra atacs des de fora;
- Encarregar-se la seguretat a la regió.

El secretari general del secretari general de les Nacions Unides, Ban Ki-moon, va demanar que conclogués un Status of forces agreement amb Sudan. Es va demanar al Sudan i altres estats que cooperessin plenament amb UNIFSA i el Secretari General havia de proporcionar un informe de progrés que inclogués el seguiment dels drets humans.